# Matveï Gridine
Matveï Andreïevitch Gridine - en russe : Матвей Андреевич Гридин et en anglais : Matvei Gridin - (né le 1er mars 2006 à Kourgan en Russie) est un joueur professionnel russe de hockey sur glace. Il évolue au poste d'attaquant.

## Biographie

### Carrière en club
Formé à l'Amour Khabarovsk, il joue ensuite pour les équipes du jeunes du Spartak Saint-Pétersbourg puis de l'Avangard Omsk. En 2022, il part en Amérique du Nord chez les Lumberjacks de Muskegon dans l'USHL. Il est choisi au 1er tour, en 28e position par les Flames de Calgary lors du repêchage d'entrée dans la LNH 2024.

### Carrière en équipe nationale
Il représente la Russie en sélections jeunes. 

## Statistiques

### En club
| Saison    | Équipe                   | Ligue |    | Saison régulière | Saison régulière | Saison régulière | Saison régulière | Saison régulière |   | Séries éliminatoires | Séries éliminatoires | Séries éliminatoires | Séries éliminatoires | Séries éliminatoires |
| Saison    | Équipe                   | Ligue | PJ | B                | A                | Pts              | Pun              | PJ               | B | A                    | Pts                  | Pun                  |                      |                      |
| 2022-2023 | Lumberjacks de Muskegon  | USHL  | 40 | 8                | 13               | 21               | 12               | -                | - | -                    | -                    | -                    |                      |                      |
| 2023-2024 | Lumberjacks de Muskegon  | USHL  | 60 | 38               | 45               | 83               | 51               | 8                | 1 | 4                    | 5                    | 2                    |                      |                      |
| 2024-2025 | Cataractes de Shawinigan | LHJMQ | 56 | 36               | 43               | 79               | 27               | 16               | 8 | 9                    | 17                   | 6                    |                      |                      |

## Récompenses
- Trophée Sidney-Crosby
- Trophée Michel-Bergeron